# Hirth
Hirth is een Duits historisch merk van motorfietsen en vliegtuigmotoren.
De bedrijfsnaam was: Hellmuth Hirth, later Versuchsbau Hirth GmbH en Hirth Motoren GmbH, Stuttgart-Zuffenhausen.

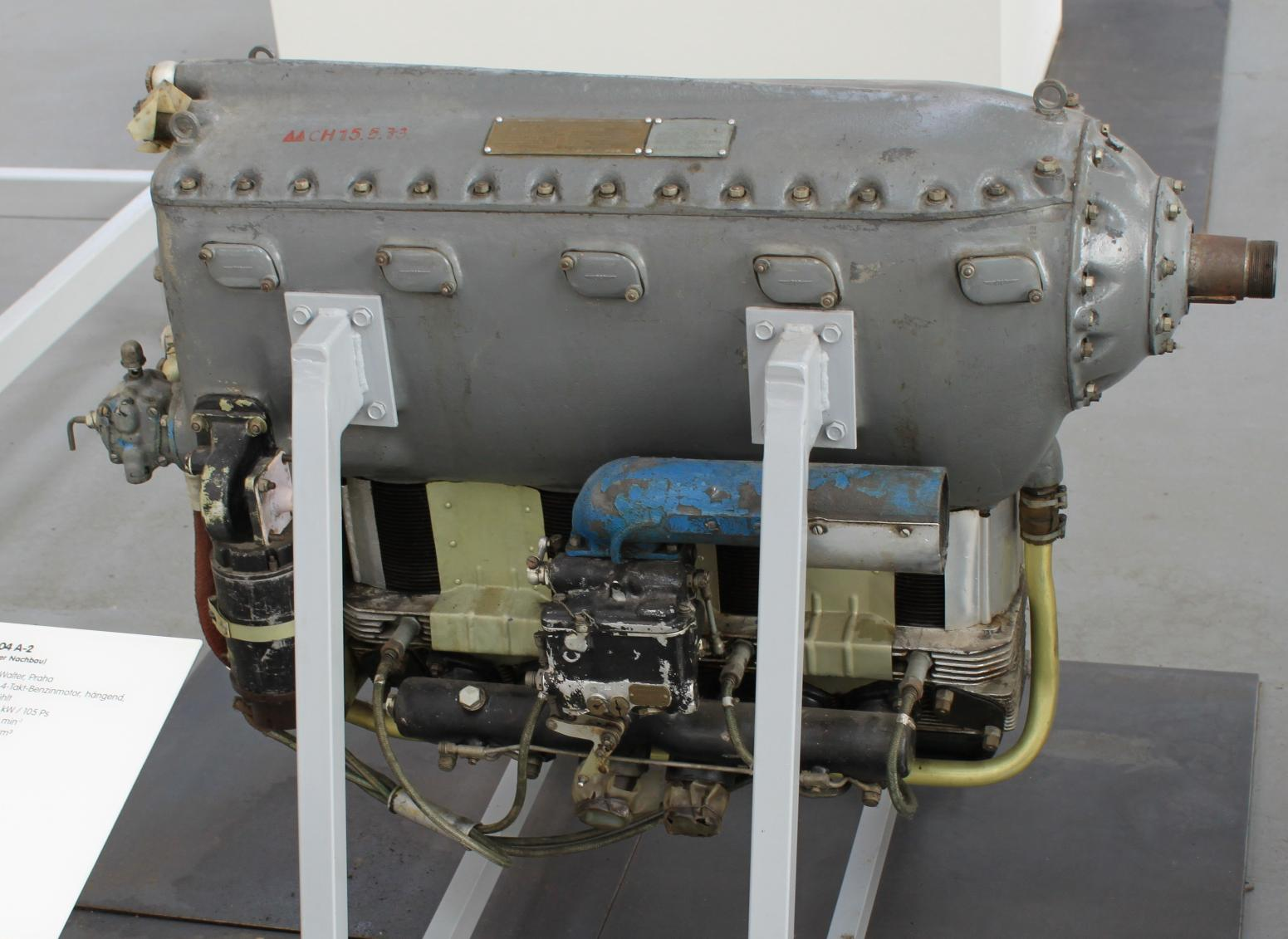
HM-504 in Dessau

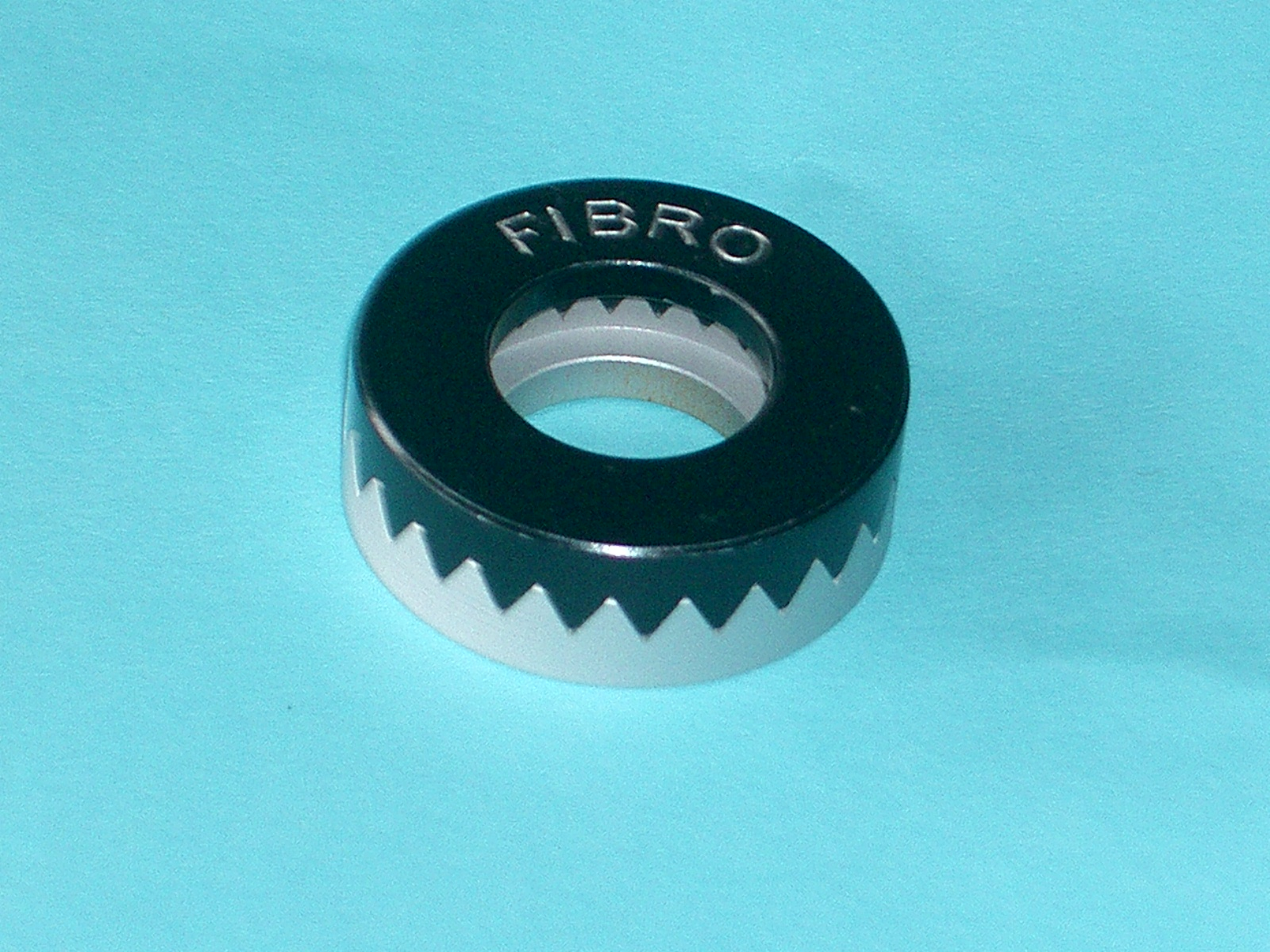
Hirth-vertanding

## Geschiedenis
Hellmuth Hirth was beroemd als piloot, coureur en constructeur.

### Motorfietsen
In 1923 bouwde hij een klein aantal 144- en 244cc-dubbelzuigermotoren met als doel onder raceomstandigheden met deze motorfietsen de legering Elektron te testen. Ook werd alcohol als brandstof gebruikt. Hirth-motoren werden nooit in serie gebouwd. De firma Bosch gebruikte Hirth-motorblokken voor de ontwikkeling van nieuwe bougies.

### Vliegtuigmotoren
In 1927 richtte Hirth de "Hirth Motoren GmbH" op. Dat bedrijf ging zich bezighouden met de productie van zuigermotoren voor de luchtvaart.
De eerste motor, de Hirth HM 60 had luchtkoeling en een gedeelde krukas, die met een zelf uitgevonden "Hirth-vertanding" samengevoegd was. Deze motor werd een succes, net als zijn opvolger, de Hirth HM 60 R.
Vanaf 1934 ging het bedrijf een serie vliegtuigmotoren met vier tot twaalf cilinders produceren, de Hirth HM 504, Hirth HM 506, Hirth HM 508 en Hirth HM 512.
Na de dood van Hellmuth Hirth in 1938 werd het bedrijf door Ernst Heinkel overgenomen. Er volgde een nieuwe serie motoren, de Hirth HM 500, de Hirth HM 501 en de Hirth HM 515. Tot aan het einde van de Tweede Wereldoorlog werden ongeveer 10.000 vliegtuigmotoren geproduceerd. Na de oorlog werd het bedrijf weer zelfstandig en het verhuisde naar Benningen am Neckar. Daar werden tot de bedrijfssluiting in 1974 kleine motoren geproduceerd.
De productierechten werden in 1974 overgenomen door Hans Göbler en de bedrijfsnaam veranderde in Göbler-Hirth Motoren.